# Drehnow
Drehnow (in basso sorabo Drjenow) è un comune di 502 abitanti del Brandeburgo, in Germania.

Appartiene al circondario della Sprea-Neiße ed è parte della comunità amministrativa di Peitz.

## Società

### Evoluzione demografica
| Anno | Abitanti |
| ---- | -------- |
| 1875 | 666      |
| 1890 | 727      |
| 1910 | 703      |
| 1925 | 691      |
| 1933 | 715      |
| 1939 | 722      |
| 1946 | 888      |
| 1950 | 839      |
| 1964 | 712      |
| 1971 | 682      |

| Anno | Abitanti |
| ---- | -------- |
| 1981 | 638      |
| 1985 | 644      |
| 1989 | 625      |
| 1990 | 617      |
| 1991 | 626      |
| 1992 | 630      |
| 1993 | 640      |
| 1994 | 634      |
| 1995 | 641      |
| 1996 | 668      |

| Anno | Abitanti |
| ---- | -------- |
| 1997 | 674      |
| 1998 | 676      |
| 1999 | 667      |
| 2000 | 663      |
| 2001 | 653      |
| 2002 | 648      |
| 2003 | 638      |
| 2004 | 635      |
| 2005 | 620      |
| 2006 | 616      |

| Anno | Abitanti |
| ---- | -------- |
| 2007 | 606      |
| 2008 | 587      |
| 2009 | 583      |
| 2010 | 578      |
| 2011 | 571      |
| 2012 | 548      |
| 2013 |          |

Fonti dei dati sono nel dettaglio nelle Wikimedia Commons..

## Amministrazione

### Gemellaggi
Drehnow è gemellata con:
- Ochla, dal 2000